# میلان پاوکوف
میلان پاوکوف (سیریلیک صربی: Милан Павков؛ زادهٔ ۹ فوریهٔ ۱۹۹۴) بازیکن فوتبال اهل صربستان است.
از باشگاه‌هایی که در آن بازی کرده‌است می‌توان به باشگاه فوتبال وویوودینا اشاره کرد.
وی همچنین در تیم ملی فوتبال صربستان بازی کرده‌است.